# Agnieszka Brugger

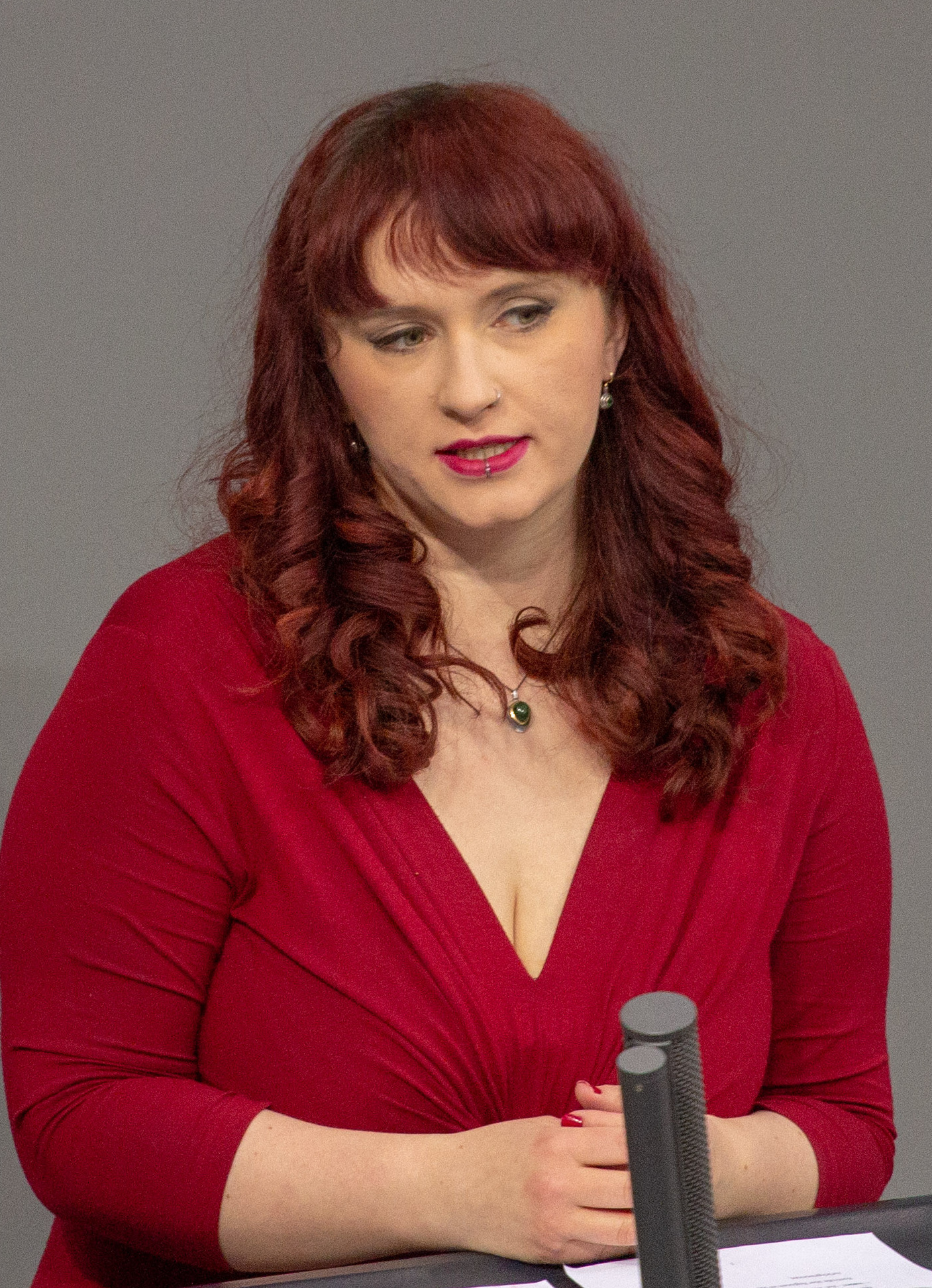
Agnieszka Brugger, 2019 im Deutschen Bundestag

Agnieszka Brugger (amtlich Agnes Monika Brugger geb. Malczak; * 8. Februar 1985 in Legnica, Polen) ist eine deutsche Politikerin (Bündnis 90/Die Grünen). Sie ist seit 2009 Mitglied des Deutschen Bundestages und ist seit Januar 2018 stellvertretende Vorsitzende der Fraktion von Bündnis 90/Die Grünen im Bundestag.

## Leben

### Ausbildung
Im Juni 2004 machte sie ihr Abitur am Mallinckrodt-Gymnasium Dortmund. Ab Oktober 2004 studierte sie im Magisterstudiengang Politikwissenschaft mit den Nebenfächern Philosophie und Öffentliches Recht an der Universität Tübingen. Dieses Studium wurde von ihr nicht beendet. Sie war Mitglied des dortigen AStA und Senates. Zwischen 2006 und 2009 war sie Stipendiatin der Heinrich-Böll-Stiftung. Seit 2021 ist sie an der Universität Tübingen im Bachelorstudiengang Politikwissenschaften mit Nebenfach Öffentliches Recht eingeschrieben.

### Privates
Ihre Eltern zogen 1989 mit Agnieszka Malczak von Legnica nach Dortmund, wo sie aufwuchs. Sie heiratete am 3. Dezember 2011 und heißt seither Brugger. Sie ist römisch-katholischer Konfession.
Im November 2020 übernahm sie die Patenschaft für Marfa Rabkowa, Aktivistin von Wjasna und belarusische politische Gefangene.

## Politische Tätigkeiten

### Parteipolitische Ämter

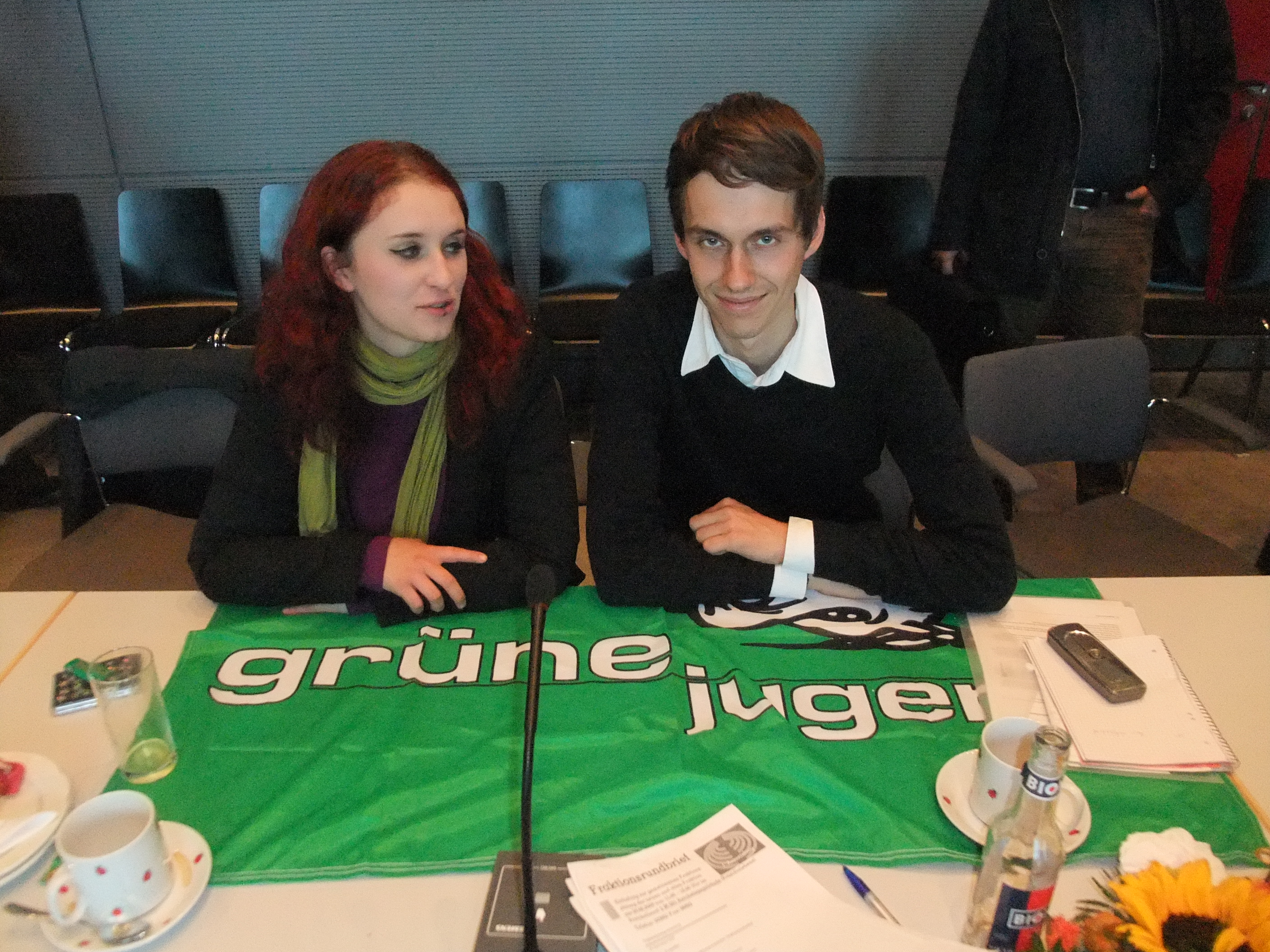
Agnieszka Brugger und Sven-Christian Kindler mit einer Flagge der Grünen Jugend als jüngste Bundestagsabgeordnete ihrer Partei (2009)

Seit 2004 ist sie Mitglied der Partei Bündnis 90/Die Grünen. Von November 2005 bis Mai 2008 gehörte sie dem Tübinger Kreisvorstand ihrer Partei an, von Juni 2007 bis Dezember 2009 war sie Landesvorsitzende der Grünen Jugend Baden-Württemberg. Von November 2009 bis Oktober 2015 war sie Mitglied im Parteirat und damit auch im Landesvorstand von Bündnis 90/Die Grünen Baden-Württemberg.

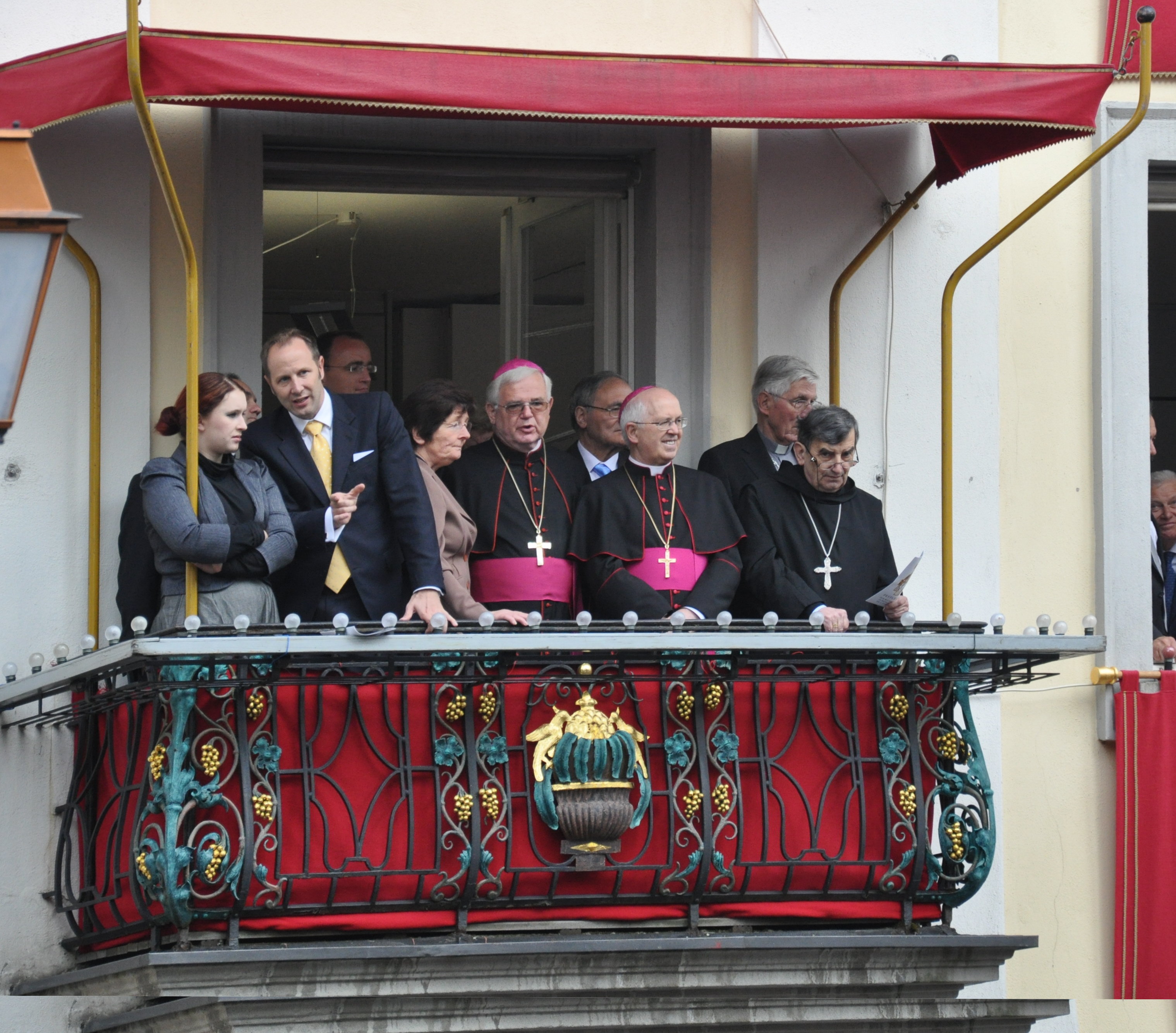
Agnieszka Brugger im Gespräch mit dem OB von Ravensburg, Daniel Rapp, während des Blutritts 2011 in Weingarten (im Hintergrund der damalige OB von Weingarten, Markus Ewald)

### Abgeordnete

#### 2009–2013
Bei der Bundestagswahl 2009 kandidierte sie als Direktkandidatin im Wahlkreis 294 Ravensburg und auf Platz 11 der baden-württembergischen Landesliste ihrer Partei. Über die Landesliste wurde sie in den Deutschen Bundestag gewählt und war damit die jüngste weibliche Abgeordnete der 17. Wahlperiode.

#### 2013–2017
Am 10. Juli 2012 nominierten die Grünen-Kreisverbände Ravensburg und Wangen sie erneut zur Direktkandidatin für die Bundestagswahl 2013 für den Wahlkreis 294. Sie wurde Mitglied des Verteidigungsausschusses, Mitglied und Obfrau im Unterausschuss Abrüstung, Rüstungskontrolle und Nichtverbreitung sowie stellvertretendes Mitglied im Ausschuss für wirtschaftliche Zusammenarbeit und Entwicklung. Agnieszka Brugger war die Sprecherin für Abrüstung ihrer Fraktion. In dieser Eigenschaft forderte die Abgeordnete u. a. „dringend Antworten auf die so genannten Neuen Kriege“, deren Konfliktursachen man viel stärker angehen müsse bzw. verstärkt auf Konfliktprävention setzen solle. Zudem war Brugger Obfrau ihrer Fraktion im Verteidigungsausschuss.

#### 2017–2021
Am 14. Juli 2016 wurde sie vom Kreisverband Ravensburg als Direktkandidatin im Wahlkreis 294 Ravensburg für die Bundestagswahl 2017 mit 50:1 Stimmen aufgestellt und wurde wieder über die Landesliste in den Bundestag gewählt. Im 19. Bundestag war Brugger wieder ordentliches Mitglied im Verteidigungsausschuss sowie im Gemeinsamen Ausschuss und war Mitglied im 1. Untersuchungsausschuss des Verteidigungsausschusses. Sie ist zudem stellvertretendes Mitglied im Auswärtigen Ausschuss. Als stellvertretende Fraktionsvorsitzende war sie zugleich Vorsitzende des Arbeitskreises ihrer Fraktion, der u. a. für Europa, Außenpolitik, Menschenrechte, Entwicklungspolitik, Sicherheits- und Friedenspolitik, Zivile Krisenprävention und Abrüstung zuständig war.
Bei den schließlich gescheiterten Sondierungen zwischen CDU, CSU, Grünen und FDP zur Bildung einer Jamaika-Koalition war Brugger Teil des 14-köpfigen Verhandlungsteams der Grünen und verantwortlich für das Kapitel zu Außen, Verteidigung und Entwicklungszusammenarbeit.

#### 2021–2025
Auf dem Parteitag der Grünen Baden-Württemberg zur Listenaufstellung für die Bundestagswahl 2021 trat Brugger gegen Franziska Brantner auf Platz 1 der Liste an. Sie setzte sie sich jedoch nicht gegen Brantner durch und wurde daraufhin auf Listenplatz 3 gewählt. Bei der Bundestagswahl 2021 zog Brugger erneut über die Landesliste in den Bundestag ein. Sie war dort weiterhin stellvertretende Fraktionsvorsitzende ihrer Fraktion sowie Mitglied im Verteidigungsausschuss und im Auswärtigen Ausschuss.
Bei den Koalitionsverhandlungen 2021 zur Bildung einer Koalition aus SPD, Grünen und FDP war Brugger Teil des Verhandlungsteams der Grünen zum Kapitel Außen, Sicherheit, Verteidigung, Entwicklung und Menschenrechte.

#### Ab 2025
Am 1. Oktober 2024 wurde Brugger erneut von ihren Kreisverbänden als Direktkandidatin für den Wahlkreis Ravensburg nominiert und trat auf Platz 3 der Landesliste der Grünen Baden-Württemberg an. Bei der Bundestagswahl 2025 zog sie über die Landesliste erneut in den Bundestag ein. Am 29. April 2025 wurde sie als stellvertretende Fraktionsvorsitzende wiedergewählt und koordiniert den Fachbereich Internationales & Menschenrechte. Sie ist Mitglied im Verteidigungsausschuss und stellvertretendes Mitglied im Auswärtigen Ausschuss.

## Politische Positionen
Im Rahmen ihrer Tätigkeit als Bundestagsabgeordnete beschäftigt sich Brugger vor allem mit Themen der Friedens- und Sicherheitspolitik. Die Verlängerungen des Bundeswehreinsatzes in Afghanistan lehnte sie als Abgeordnete ab. Nach der russischen Vollinvasion in der Ukraine trat sie mit Nachdruck für eine umfassende Unterstützung der Ukraine ein.
Sie plädiert für eine menschenrechtsbasierte und feministische Außen- und Sicherheitspolitik, eine Aufwertung der zivilen Krisenprävention und eine gerechte Globalisierung. Sie gehört dem linken Flügel der Partei an und war Mitglied im Koordinierungsteam von „Grün.Links.Denken“ (GLD).
Brugger war Mitverfasserin des 2012 von mehreren grünen Politikern formulierten „AutorInnenpapiers“ Echter Aufbruch, in dem unter anderem die Einführung einer „Kultursteuer nach italienischem Vorbild“ vorgeschlagen wurde. In dem Papier schlugen die unterzeichnenden Grünen – neben einer Reihe von Forderungen zu inneren Reformschritten – vor, eine neue Abgabe zu erheben, die in Höhe der Kirchensteuer auch für Konfessionslose fällig wird und an eine gemeinnützige Institution eigener Wahl zu entrichten ist.
Innerhalb der Partei Bündnis 90/Die Grünen initiierte Brugger einen Aufruf für die Quotierung der grünen Spitzenkandidaten zur Bundestagswahl 2013, den sie mit anderen weiblichen Parteimitgliedern verfasste.
Ein weiterer Arbeitsschwerpunkt von Brugger ist die Bundeswehr. Sie ist Gegnerin der Wehrpflicht und unterstützt das Bundeswehr-Leitbild des Staatsbürgers in Uniform. Bis zum 28. April 2022 setzte sich Brugger für eine restriktive Rüstungsexportpolitik ein und forderte einen Stopp von Rüstungsexporten in Krisengebiete und an Diktaturen und Staaten, die Menschenrechte verletzen. Gemeinsam mit ihrer Fraktion forderte sie dafür ein verbindliches Rüstungsexportkontrollgesetz.
Am 28. April 2022 stimmte sie in einer namentlichen Abstimmung für den Antrag „Umfassende Unterstützung für die Ukraine“, der auch einen Export schwerer Waffen an die Ukraine beinhaltete.

## Mitgliedschaften
Brugger war Gründungsmitglied des Instituts Solidarische Moderne. Außerdem war sie Mitglied der Kommission „Europäische Sicherheit und Zukunft der Bundeswehr“ am Institut für Friedensforschung und Sicherheitspolitik an der Universität Hamburg. Sie gehört der Mitgliederversammlung und dem Aufsichtsrat der Heinrich-Böll-Stiftung an.